# 吉尔·拜登
吉尔·特蕾西·拜登（英語：Jill Tracy Biden，1951年6月3日—），婚前原姓雅各布斯（Jacobs），曾用姓史蒂文森（Stevenson），是一位美国教师，曾任美国第一夫人，即美国第46任总统乔·拜登之妻子。吉尔·拜登生于新泽西州大西洋县的哈默顿，在宾夕法尼亚州蒙哥马利县的柳林长大。她和乔·拜登于1977年结婚。乔·拜登在此前还有一段婚姻，并育有二子一女，但其前妻和小女儿因交通事故丧生。吉尔与乔结婚后，成为他两个儿子博和亨特的继母。乔与吉尔二人于1981年诞下一個女兒阿什莉。
吉尔在特拉华大学获得学士学位，在西切斯特大学和维拉诺瓦大学获得硕士学位，随后又在特拉华大学获得博士学位。她担任了13年的高中英文和阅读教师，还在一家精神病医院为患有情感障碍的青少年辅导课程。1993年至2008年期间，她在特拉华理工社区学院担任英文和写作辅导员。2009年起，她开始在北弗吉尼亚社区学院担任英文教授，并成为首位在丈夫任职副总统期间仍保留自己有薪水的工作的美国第二夫人。她还创建了非营利组织“拜登乳腺健康倡议行动”（Biden Breast Health Initiative），也是“图书伙伴”（Book Buddies）项目的联合创始人之一。她还积极参与了旨在帮助军人家庭的非营利组织“Delaware Boots on the Ground”的活动。

## 早年生活
吉尔·特蕾西·雅各布斯于1951年6月3日出生于新泽西州大西洋郡的哈默顿。她有四个妹妹，五个孩子在儿童时期随父亲的工作变化而多次搬家，童年的大部分时光都是在宾夕法尼亚州蒙哥马利郡的柳林度过的。吉尔的父亲唐纳德·C·雅各布斯（Donald C. Jacobs，1927–1999）是一名银行职员，后来成为宾夕法尼亚州栗树山一家储蓄贷款协会的负责人。雅各布斯一家最早来自意大利，原姓吉亚科帕（Giacoppa），后来吉尔的祖父将这个姓氏英文化，改成了雅各布斯。吉尔的母亲邦妮·珍·高福瑞·雅各布斯（Bonny Jean Godfrey Jacobs，1930–2008）则是一位家庭主妇。
雅各布斯一家的宗教氛围并不算浓厚，但吉尔在九年级时却萌生了希望加入教会的想法，并自己独立参加了长老宗的相关培训。
吉尔一直希望能拥有“自己的钱、自己的身份和自己的事业”，15岁便开始了自己的第一份工作。她在上莫兰德高中完成高中学业，期间社交广泛而且行为颇为叛逆，然而对英文课却始终情有独钟。1969年，吉尔从高中毕业。

## 教育和事业经历，婚姻与家庭
吉尔后来进入初级学院学习時裝營銷，然而她很快便发现这一专业并不尽如人意。1970年2月，她与比尔·史蒂文森（Bill Stevenson）结婚。史蒂文森曾经是大学的美式足球队员，数年之后在特拉华州纽瓦克的特拉华大学附近开了一家酒吧“Stone Ballon”。这家酒吧后来成为全美国最成功的大学酒吧之一。
吉尔之后进入特拉华大学，主修英文专业。之后她休假一年，为威尔明顿当地的一家公司做模特。然而此时，她与史蒂文森的感情已经日渐疏远。
1975年3月，吉尔重新回到大学校园，遇到了比她年长的乔·拜登。二人是在拜登的兄弟介绍的相亲中认识的，在此之前乔·拜登已经在当地的广告中见过吉尔的照片。同年，吉尔从特拉华大学毕业获得文学士学位，开始担任高中英文教师。与此同时，她还在处理与史蒂文森错综复杂的离婚案。1976年，二人离婚案完成最终判决。吉尔要求在离婚时获得“Stone Ballon”的一半股份，但判决结果并未如她所愿。
吉尔和乔·拜登于1977年6月17日结婚，婚礼在纽约市联合国总部的教堂举行，此时距乔·拜登首任妻子和幼女在交通事故中逝世已经过去四年半的时间。乔·拜登曾数次向吉尔求婚，然而吉尔始终犹豫不决，她担心自己能否做出承诺将乔和前妻在交通事故中幸存的两个儿子抚养长大。在乔第五次求婚时，吉尔才最终下定决心。婚后她和两个继子的关系发展迅速，两兄弟很快就接受了这个新的母亲，甚至不把她当作继母看待，直接叫她“妈妈”。她在婚后继续自己的教育事业。1981年，她在怀孕期间获得了西切斯特大学的教育硕士学位。1981年6月8日，吉尔产下女儿阿什莉·拜登，随后为抚养三个子女暂停了自己的事业。
两年后，吉尔重新回到工作当中，继续担任英文教师。1980年代，她在罗克福德中心精神病医院为患有情感障碍的青少年担任了五年的历史教师。1987年，吉尔在维拉诺瓦大学获得英文专业的文学硕士学位，这也是她的第二个硕士学位。在其夫乔·拜登参加1988年总统选举的民主党内初选时，她表示自己如果最终成为第一夫人也会坚持继续为这些情感障碍的儿童担任教师。她在公立高中任教时间总计长达13年。
1993年到2008年期间，吉尔在特拉华理工社区学院斯坦顿/威尔明顿校区担任辅导员，教授英文并辅导写作，她的教学重点是为学生提高自信心。她曾这样形容自己在社区学院的教学工作：“我感觉我能让他们的人生发生更大的变化。我热爱这些学生们。在这里，我感觉很放松很舒适。这些女性为了获得学位重新回到学校学习，我热爱她们，因为她们是那么的专注、努力。”
吉尔还是“拜登乳腺健康倡议行动”（"Biden Breast Health Initiative"）的创始人。这个非营利组织成立于1993年，旨在为特拉华州的学校、社区及其他团体免费提供乳腺健康的教育和宣传项目。这一组织在成立之后的15年内为超过7,000位高中女生普及了乳腺健康的知识。2007年，吉尔协助成立了“Book Buddies”组织，这一组织的目标是为低收入家庭儿童提供免费图书。她还积极参与了旨在帮助军人家庭的非营利组织“Delaware Boots on the Ground”的活动。她还曾参加公益性的海军陆战队马拉松，推广社区健身运动。
吉尔之后又以“吉尔·雅各布斯”的身份回到学校攻读博士学位。2007年1月，吉尔在55岁时获得了特拉华大学教育领导学专业的教育博士学位。她的学位论文则是以“吉尔·雅各布斯-拜登”的身份发表的。

## 2008年总统选举

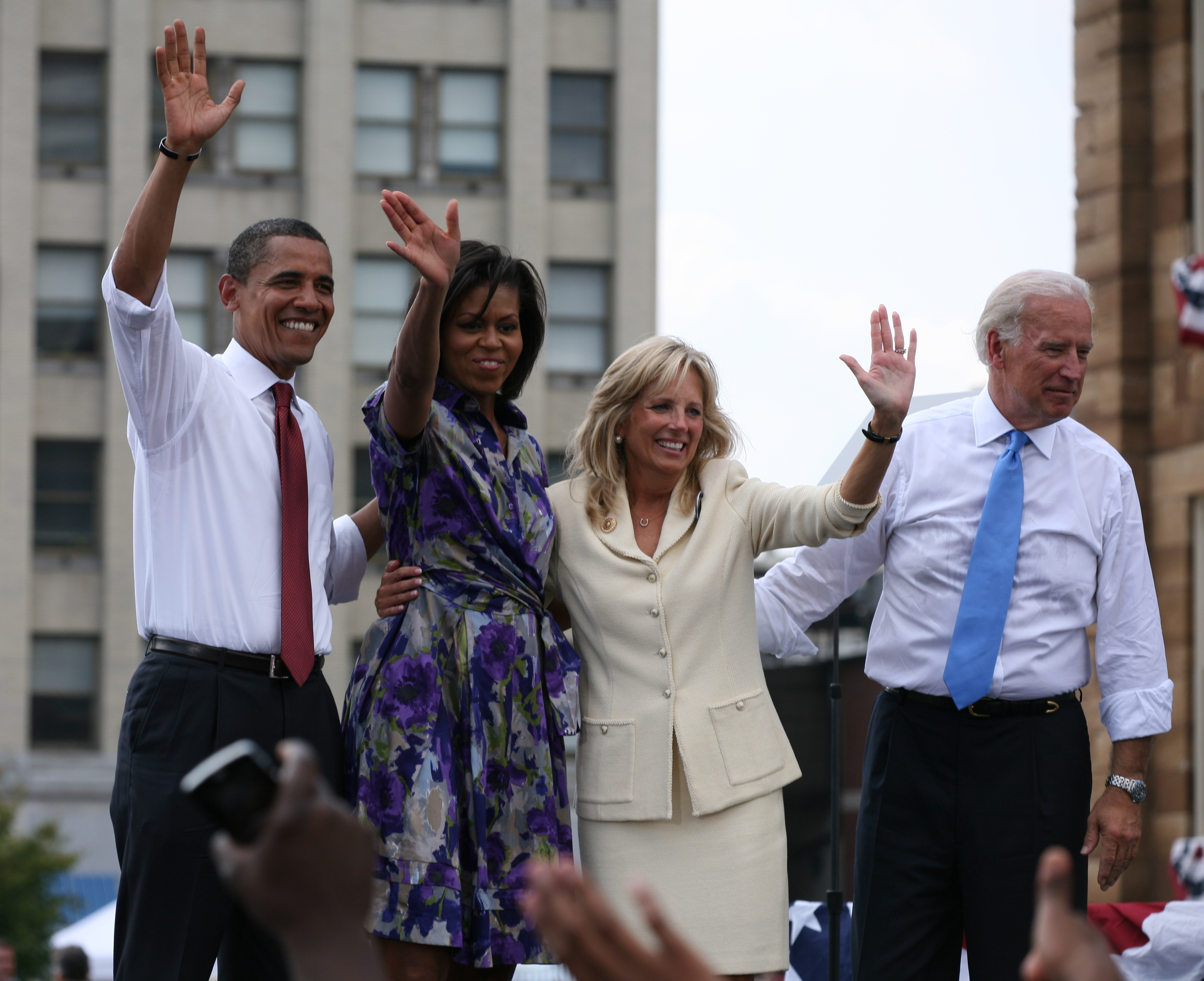
2008年8月，贝拉克·奥巴马宣布乔·拜登为自己的竞选搭档。图为宣布现场照片，左起依次为贝拉克·奥巴马、米歇尔·奥巴马、吉尔·拜登和乔·拜登。

乔治·沃克·布什在2004年总统选举中成功连任后，吉尔便鼓动丈夫参选下一任总统。之后她对此表示：“我当时真的连续一周都身穿（哀伤的）黑色。我认为在当时美国的一切已经足够糟了，所以我完全无法相信他竟然能连任成功。我坚决反对那场战争。之后我对乔说，‘你一定要改变这个局面，你必须去改变现状。’”在2008年乔·拜登参加民主党内初选期间，她在工作日依然继续自己的教师工作，而在周末与丈夫一同参加竞选活动。她表示，如果自己成为第一夫人，关注的重点仍然是教育问题。她还表示自己无意参与政治，并不打算在内阁中寻求职位。
2008年1月，乔·拜登退出党内初选。而在同年8月，在丈夫乔·拜登成为民主党候选人贝拉克·奥巴马的参选搭档之后，吉尔又重新开始参加竞选活动。她在竞选活动中佩戴了一枚蓝星母亲徽章（军人母亲的象征），以表示其子博·拜登曾在伊拉克服役的经历。吉尔并不是一位老练的政治演说家，但是她擅长与听众建立情感上的联系和共鸣。她还在竞选期间与米歇尔·奥巴马共同出席了一系列活动。此时正值2008年秋季学期，此时吉尔仍然继续在特拉华理工社区学院任教，竞选活动期间仍每周工作四天。在周末的竞选活动中，她会在竞选宣传车上批阅学生试卷和作业。

## 第二夫人

### 第一任期

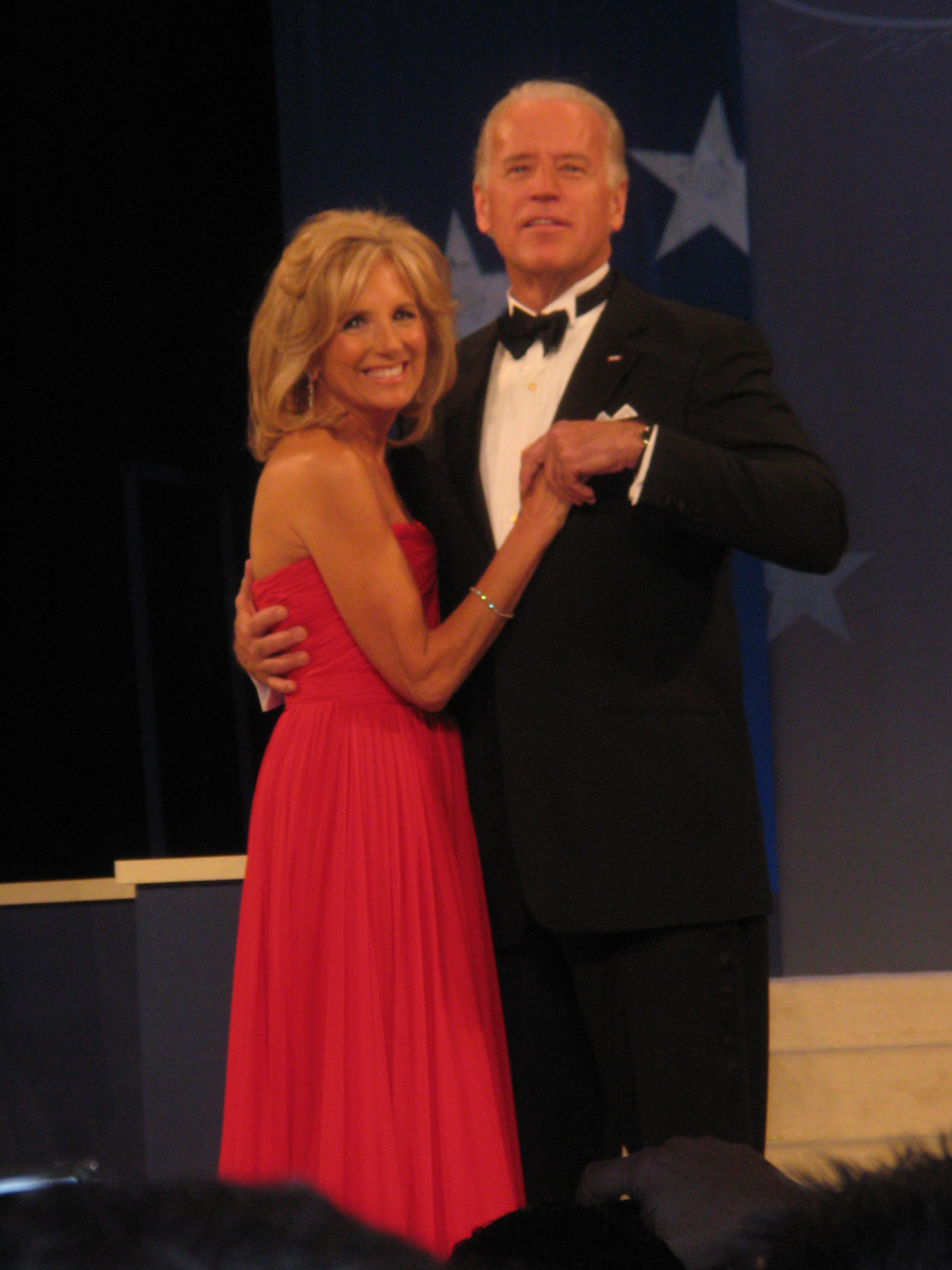
2009年1月20日，拜登夫妇在奥巴马总统就职典礼舞会上

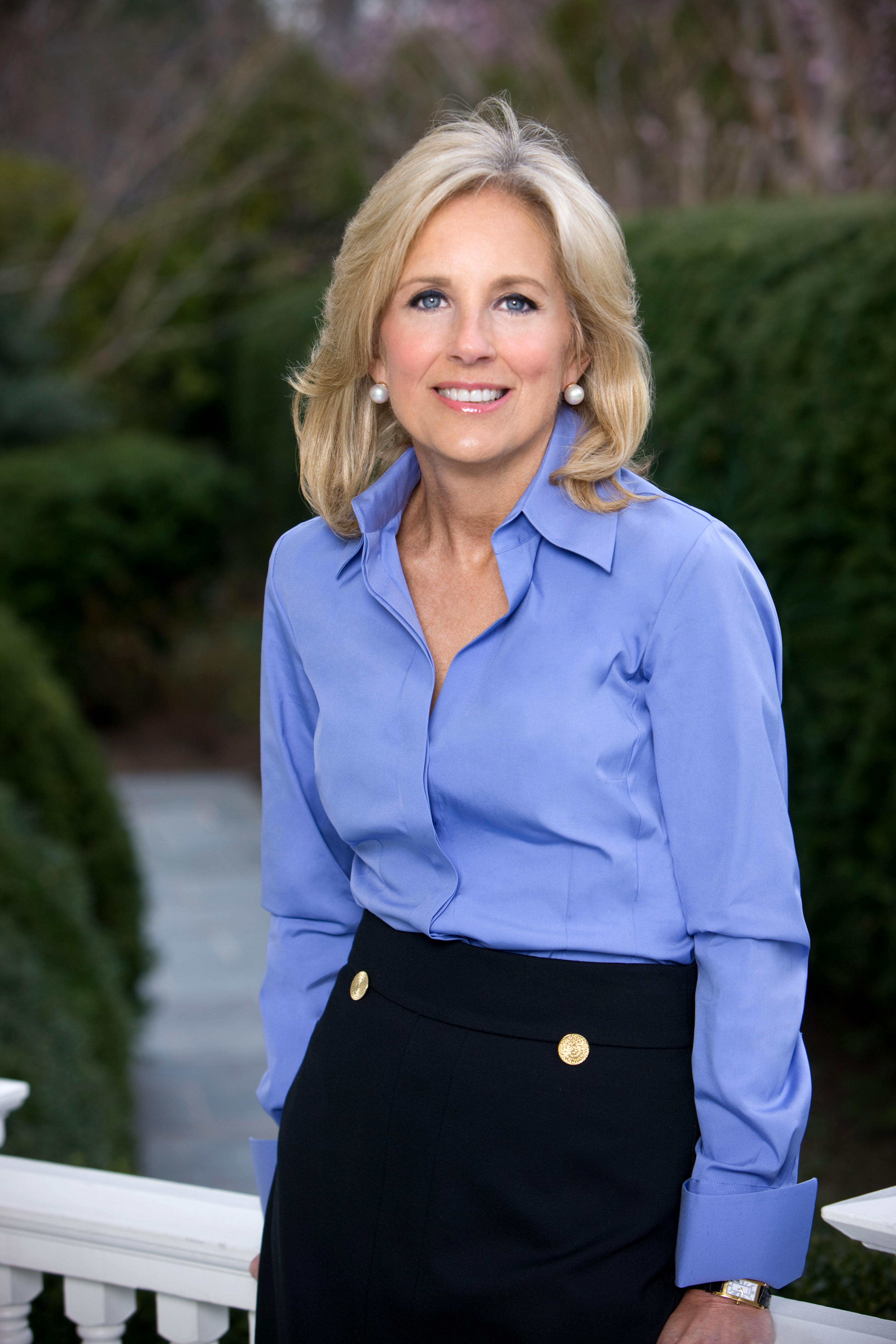
2009年3月，吉尔·拜登官方像

成为美国第二夫人后，吉尔随丈夫搬到位于华盛顿特区美国海军天文台的天文台环路一号副总统官邸居住。她不愿放弃教师工作，坚持要在华盛顿附近地区的社区学院继续担任教师。2009年1月，吉尔开始在全美第二大社区学院北弗吉尼亚社区学院的亚历山德里亚校区担任讲座教授，负责两门英文课程的教学工作。美国历史上，在丈夫任职副总统期间仍保留自己工作的第二夫人已是少数，而吉尔更是成为第一位在丈夫任职期间仍然保留自己有薪水的工作的第二夫人。吉尔希望向公众推广社区学院教育，并为奥巴马总统的相关政策提出建议。白宫在一般情况下遵从她本人的意愿，称呼她为“吉尔·拜登博士”（"Dr. Jill Biden"）。
吉尔任第二夫人期间任命前参议院外交委员会顾问凯瑟琳·拉塞尔（Catherine Russell）为自己的幕僚长；通信主管一职由霍华德·迪恩和伊丽莎白·爱德华兹的前发言人柯特妮·奥唐纳（Courtney O’Donnell）担任；而她的政策主管则是摩根路易斯律师事务所律师克斯汀·怀特（Kirsten White）。身为第二夫人的吉尔旗下拥有一个八人团队协助其工作，而且在艾森豪威尔行政办公楼拥有一间角落套房。

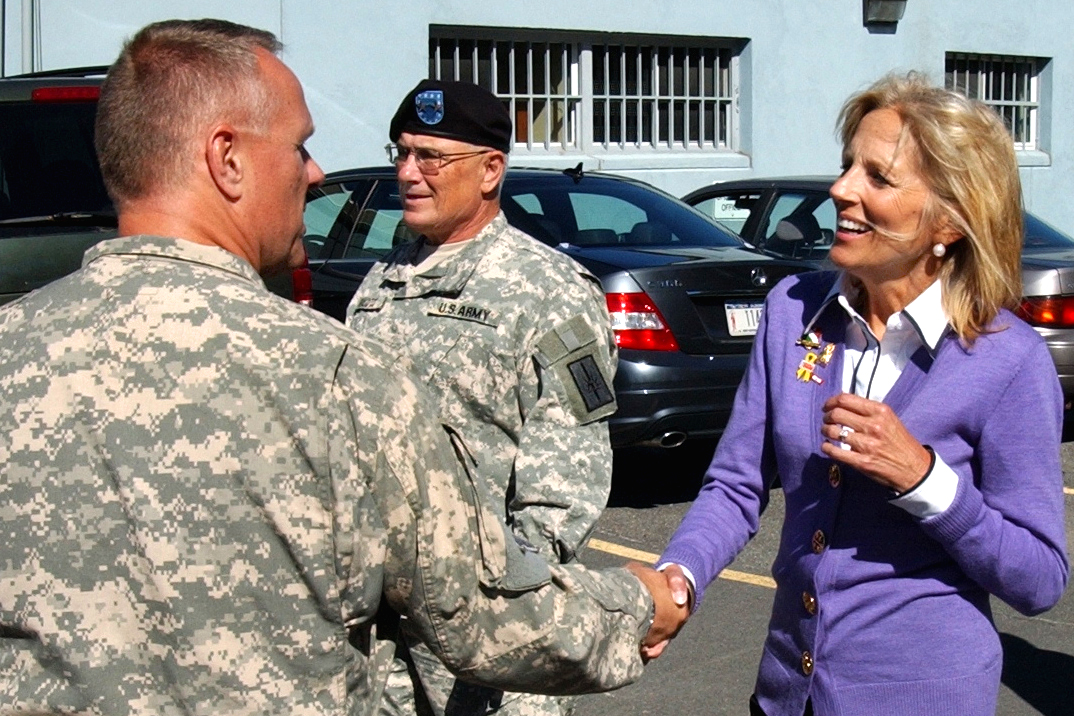
2009年，吉尔·拜登与纽约陆军国民警卫队军官会面

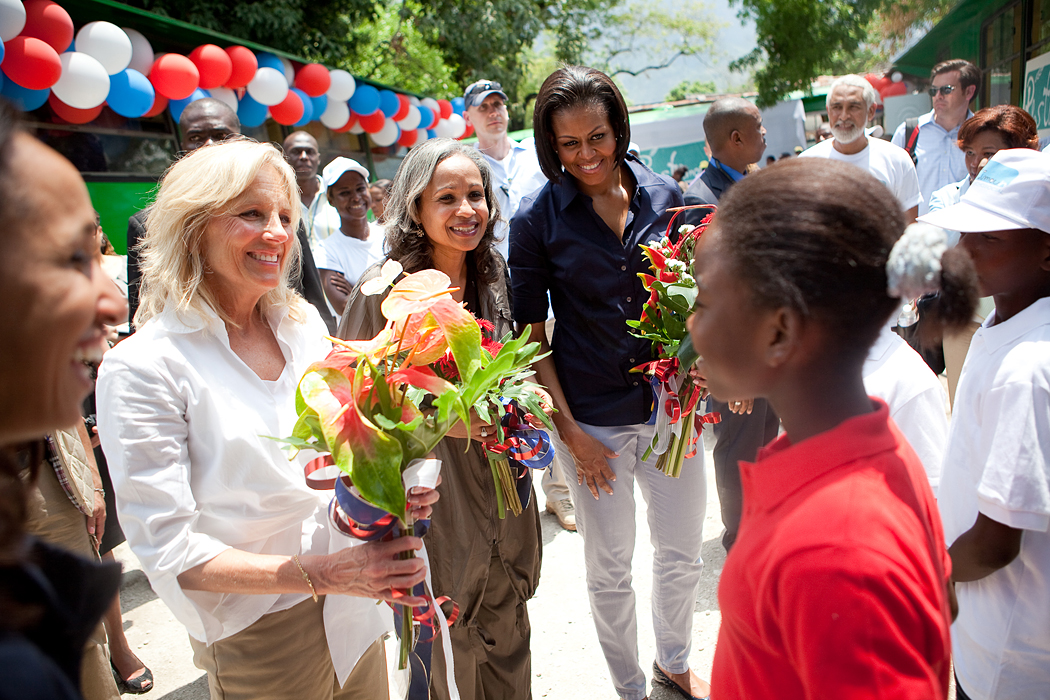
2010年海地地震三个月之后，吉尔·拜登和米歇尔·奥巴马在海地第一夫人伊丽莎白·普雷瓦尔的陪同下访问海地首都太子港

2009年总统就职典礼前，吉尔参加了脱口秀节目。她在节目中表示贝拉克·奥巴马曾向其夫乔·拜登提供两个职位进行选择：副总统或国务卿。但此前乔·拜登的发言人曾表示，奥巴马只向他提供了副总统这一个职位。2009年5月，奥巴马总统宣布将由吉尔负责主管一个倡议行动，行动旨在提高公众对社区学院教育价值的重视。
2009年6月，吉尔在纽约市布鲁克林区国王区社区学院毕业典礼上演讲，并获得纽约城市大学的名誉文学博士学位。2009年秋季学期，吉尔继续在北弗吉尼亚社区学院教授两门英文阅读和写作课程。2010年1月，她在特拉华大学毕业典礼上进行演讲，这是她首次在主要大学进行类似演讲。2010年8月，吉尔在Lifetime电视台电视剧《军嫂》的一集中以自己的真实身份客串出镜，这也是她关注军人家庭的公益活动的一部分。2011年4月，她和米歇尔·奥巴马一同发起了全国性的倡议行动“支持军队”，对美国军人家庭的需求以及面临的困境进行宣传，并对其提供支持和帮助。2011年9月，吉尔对美国国际开发署的FWD行动（"FWD campaign"，"FWD"是的缩写，意为“饥荒、战争和干旱”）提供支持和帮助。该行动旨在提升社会对非洲之角地区的饥荒、战争和干旱的认识，并对该地区生存状况因此受到影响的超过1300万人口提供援助。
此时她仍然继续在北弗吉尼亚社区学院任教，并在2011年获得了终身副教授的职位。她在此时负责三门英文和写作课程，每周上课两天。吉尔的这个职位是其正常能力所足以获得的。在学校，她和其他教师共用橱柜，也坚持与学生见面的正常办公时间，并要求负责其安保工作的特勤人员尽量身着不起眼的便服。她和丈夫在官邸内的生活主要是围绕自己的家庭和住在附近的孙辈。2012年6月，她出版了一本儿童图书《不要忘记，上帝保佑我们的军队》（Don't Forget, God Bless Our Troops），图书主要内容是关于自己继子在军中服役的生活。

### 第二任期

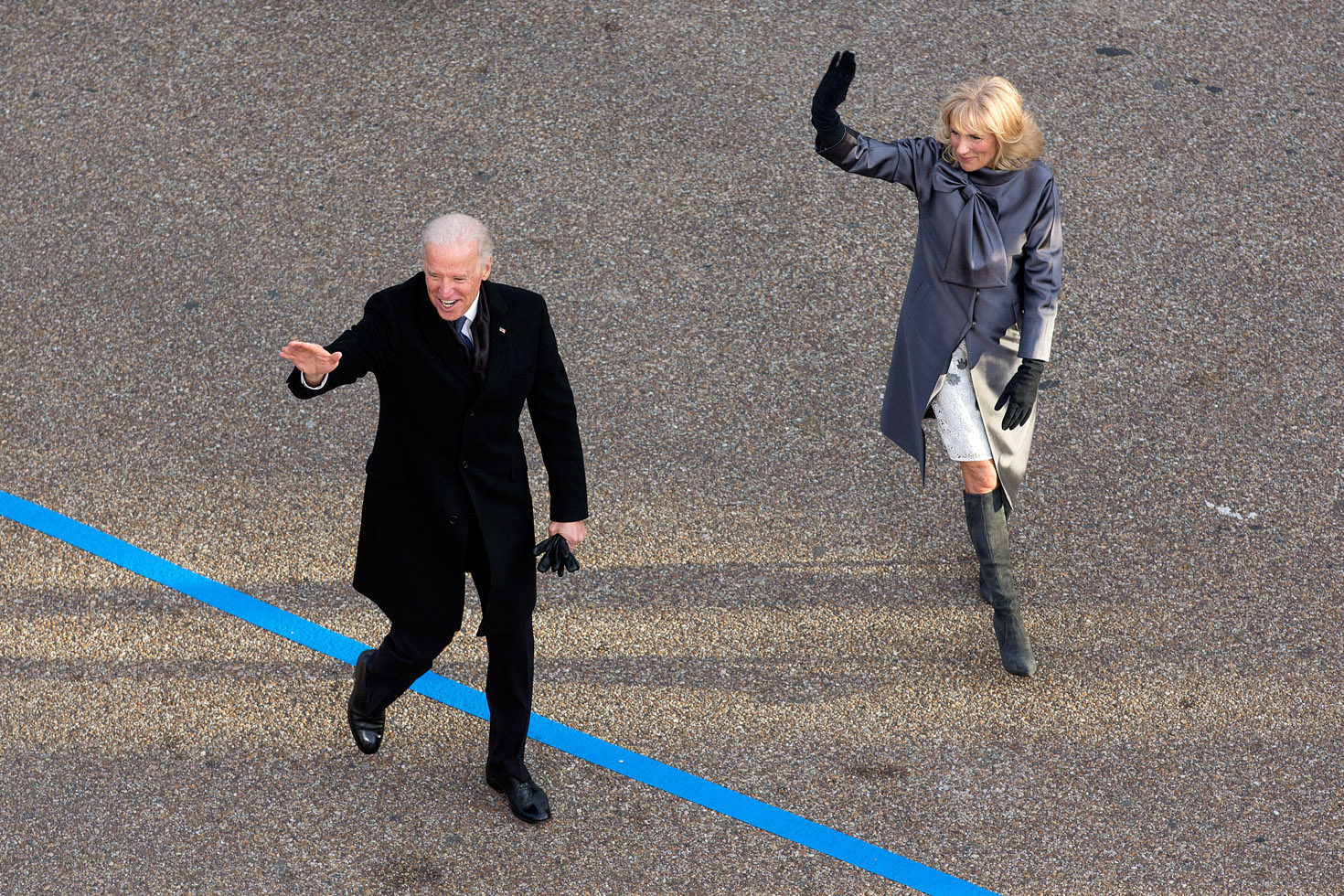
2013年1月21日，拜登夫妇在华盛顿特区宾夕法尼亚大道参加2013年美国总统就职礼的游行

2012年总统选举中，乔·拜登参选连任副总统。吉尔在这次竞选活动中行动低调，她照常进行平日的教学工作，仅出席了几场竞选活动。尽管奥巴马的竞选团队将她视为争取军人家庭、教师和女性选民的重要人物，但吉尔对政治和公众演讲并无兴趣。2012年11月6日，奥巴马和乔·拜登成功连任。2013年1月，吉尔身着王薇薇设计的蓝色丝绸礼服参加了总统就职典礼舞会。其作为美国第二夫人的第二任期也正式开始。

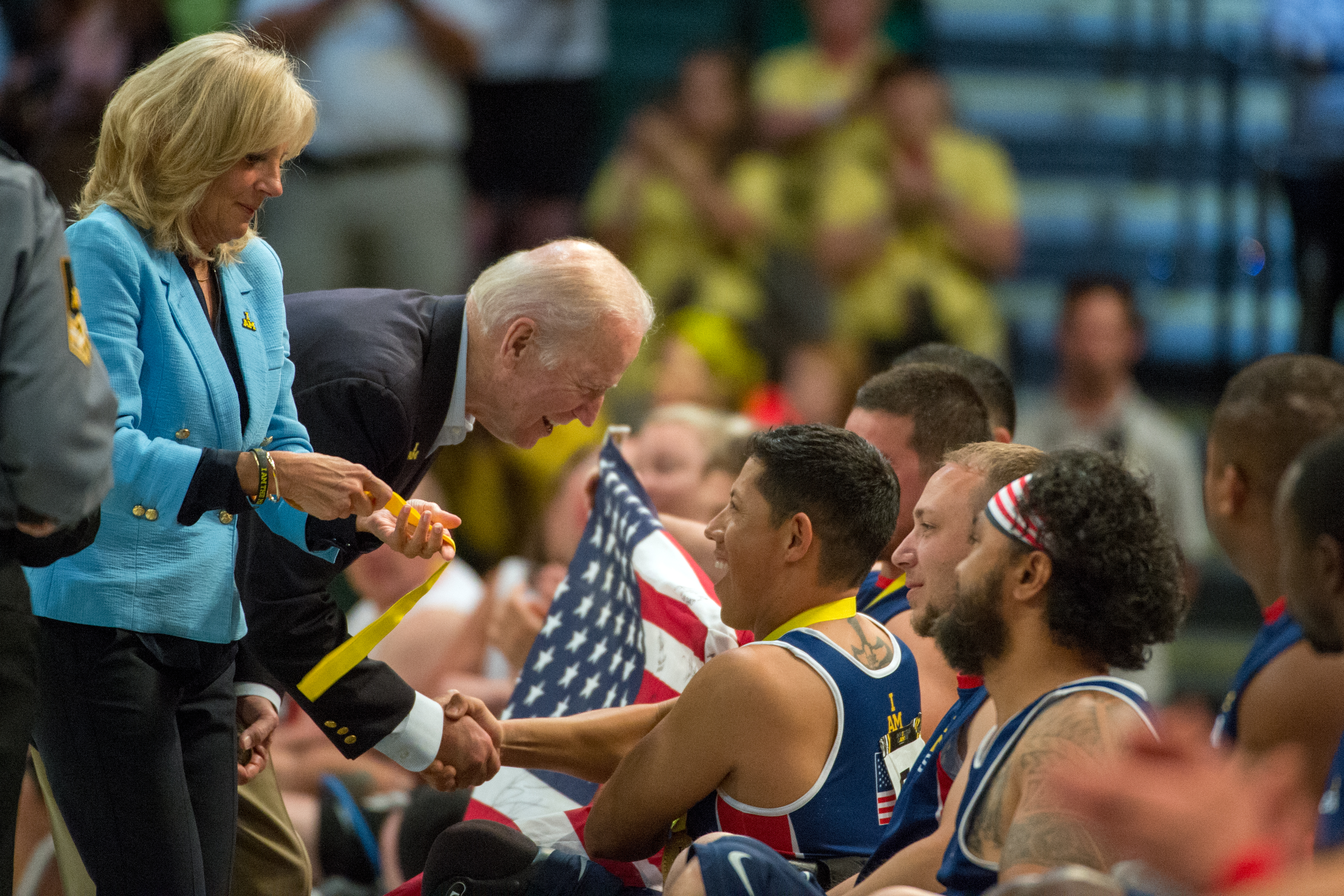
2016年5月，拜登夫妇为“不可征服运动会”运动员颁发金牌

在第二任期中，吉尔继续参与各种支持老兵的活动，曾多次到访截肢和烧伤病患康复机构“无畏中心”（Center for the Intrepid），还与米歇尔·奥巴马共同参加了英国为伤残军人举办的“不可征服运动会”的推广活动。。2014年美国中期选举期间，吉尔曾为多名民主党议员助选，包括科罗拉多州的马克·尤德尔和乔治亚州的米歇尔·纳恩等重要选战候选人。
2015年5月30日，乔·拜登的长子博·拜登因脑癌逝世，之后乔·拜登和吉尔两人长时间无法走出丧子之痛。受此影响，乔·拜登在长时间考虑后决定不参加2016年美国总统选举。10月21日，吉尔陪同乔·拜登在白宫玫瑰园发表声明，将这一决定告知公众。但吉尔本人并不赞同乔·拜登的这一决定，她事实上非常希望丈夫参选，认为他有能力有资格，并且会成为“最优秀的总统”。

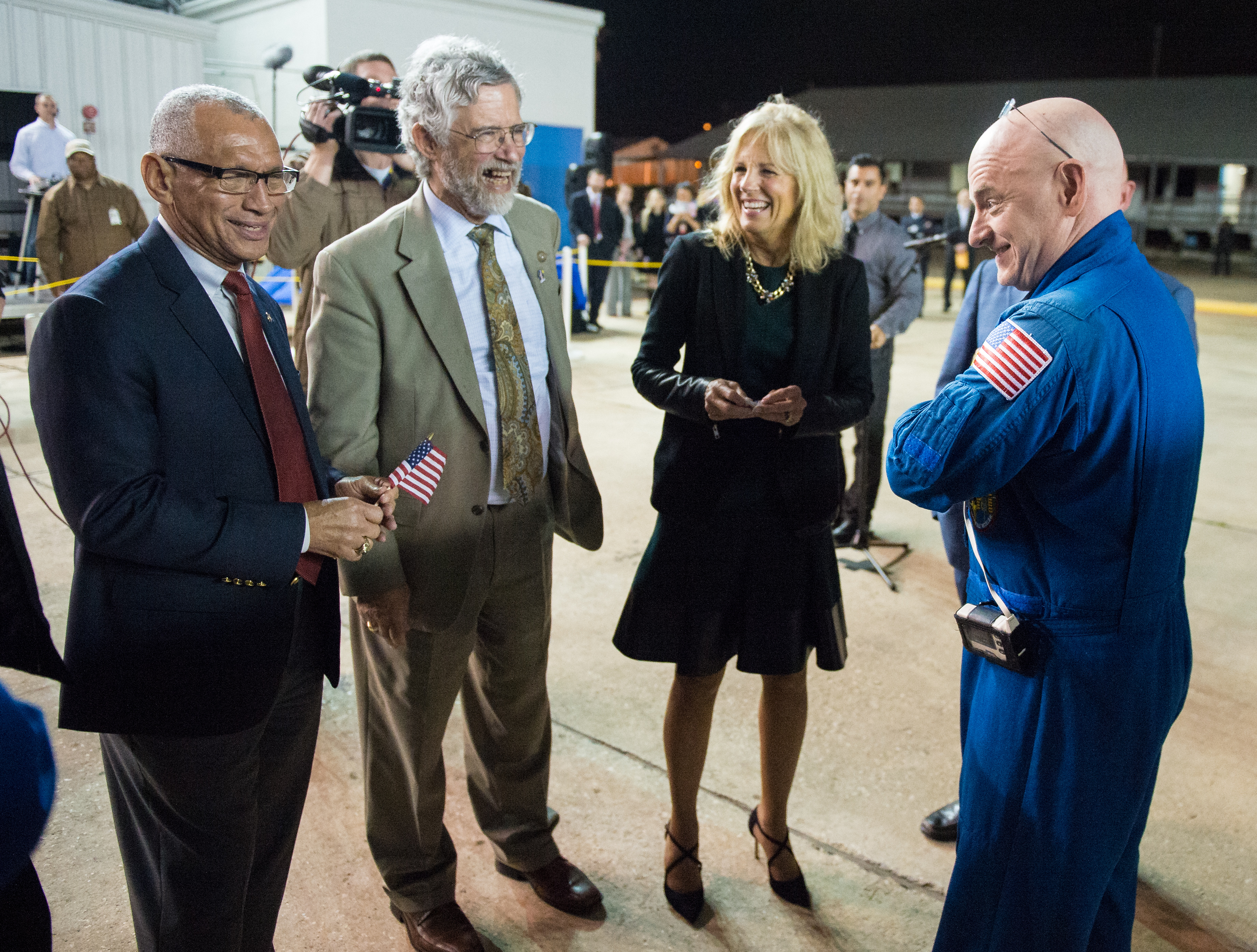
2016年3月，吉尔·拜登在NASA局长查尔斯·伯尔登（左一）和白宫科技顾问约翰·霍尔德伦（左二）的陪同下，迎接宇航员斯科特·凯利（右一）返回地球

2015年7月，吉尔访问了韩国、越南、老挝和日本四国，宣传女性教育和军人家庭权益。访日期间，她还参加了“支持军队”行动的活动，以支持军人、老兵及其家属的权益。在任第二夫人的同时，吉尔仍在北弗吉尼亚社区学院任教。2015年秋季学期时，她全心投入教育事业，共教授五门课程。2016年2月，吉尔和丈夫拜登一起参加了“癌症登月计划”（Cancer Moonshot 2020）的全国巡回活动。这一计划由拜登领导，此前他们的长子博·拜登和其他几位家人就因癌症逝世，吉尔称其对此有“个人情感”。同年3月，吉尔还主持了欢迎仪式，迎接美国宇航员斯科特·凯利在太空环游一年后返回地球。
2017年1月20日，唐纳德·特朗普接任第45任美国总统，其副手迈克·彭斯出任第48任副总统。拜登夫妇出席了就职典礼，正式卸任。两人在典礼结束后乘火车离开华盛顿回到特拉华州的家乡。吉尔在之前接受采访时曾表示自己期待在卸任后“能再次享受一点独立空间”，尤其终于可以自己开车、独自跑步。

## 后续活动
2017年2月，拜登夫妇成立“拜登基金会”（Biden Foundation），投身两人最为关注的公益事宜，包括预防针对女性的暴力行为、乔关心的登月计划以及吉尔关心的社区大学和军属。同月，吉尔获提名拯救儿童董事会主席，并主持第71届托尼奖。
2017年6月，夫妇在特拉华州里霍博斯比奇亨洛彭角州立公园附近买下一间价值270万美元的水上度假屋，计划用来接待亲戚。两人购房的资金部分出自与麥米倫出版公司签订的出书合约，按计划吉尔要写一本书，拜登写两本。到2019年，夫妇俩在离任后的收入已达近1500万美元，仅吉尔的演讲活动出场费就达70万美元，而这一段时间夫妇俩也积极向慈善组织捐款。

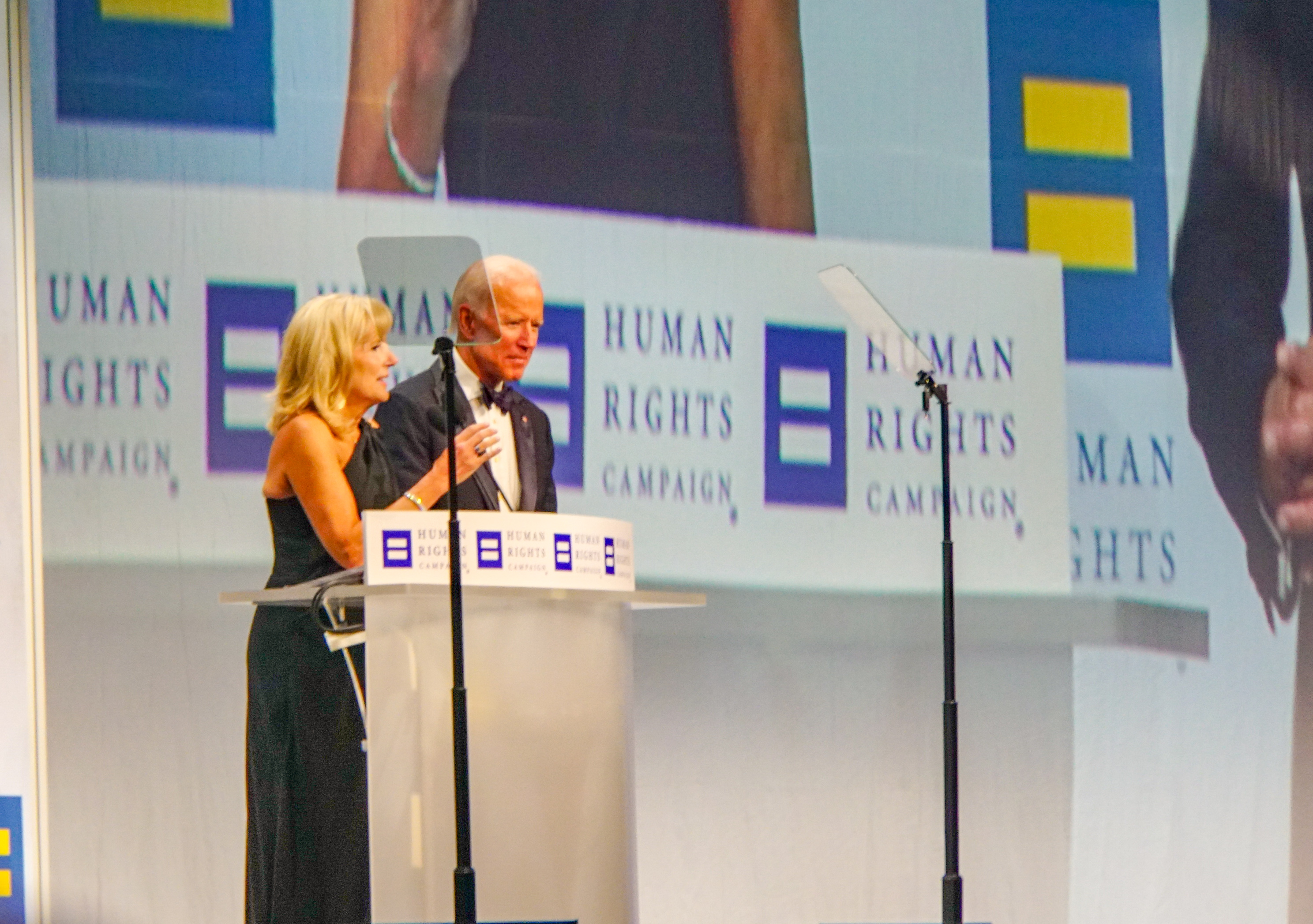
拜登夫妇出席2018年人权战线晚宴。

丈夫卸任后，吉尔继续在北弗吉尼亚社区学院全职教学，薪水近10万美元。2017年5月受邀在密尔沃基地区技术学院成立仪式上作报告会。2017年7月，为加州教师举行报告会，强调社区需要支持经常在情绪和环境上面临压力的教师。2018年5月，在阿拉巴马州主教州立社区学院启动仪式上演讲。2019年2月，为纽波特新闻学徒学校毕业班学生演讲。
2019年5月，个人回忆录《光芒照进人生：建立家庭与发现自我》（Where the Light Enters: Building a Family, Discovering Myself）出版。该书政治内容较少，多强调家庭的概念。《今日美国》认为这是一本“凄美的回忆录，讲述了她从年少反叛、少时离婚到成为美国第二夫人的历程”。吉尔为该书举行了多场签售会。

## 2020年总统竞选活动

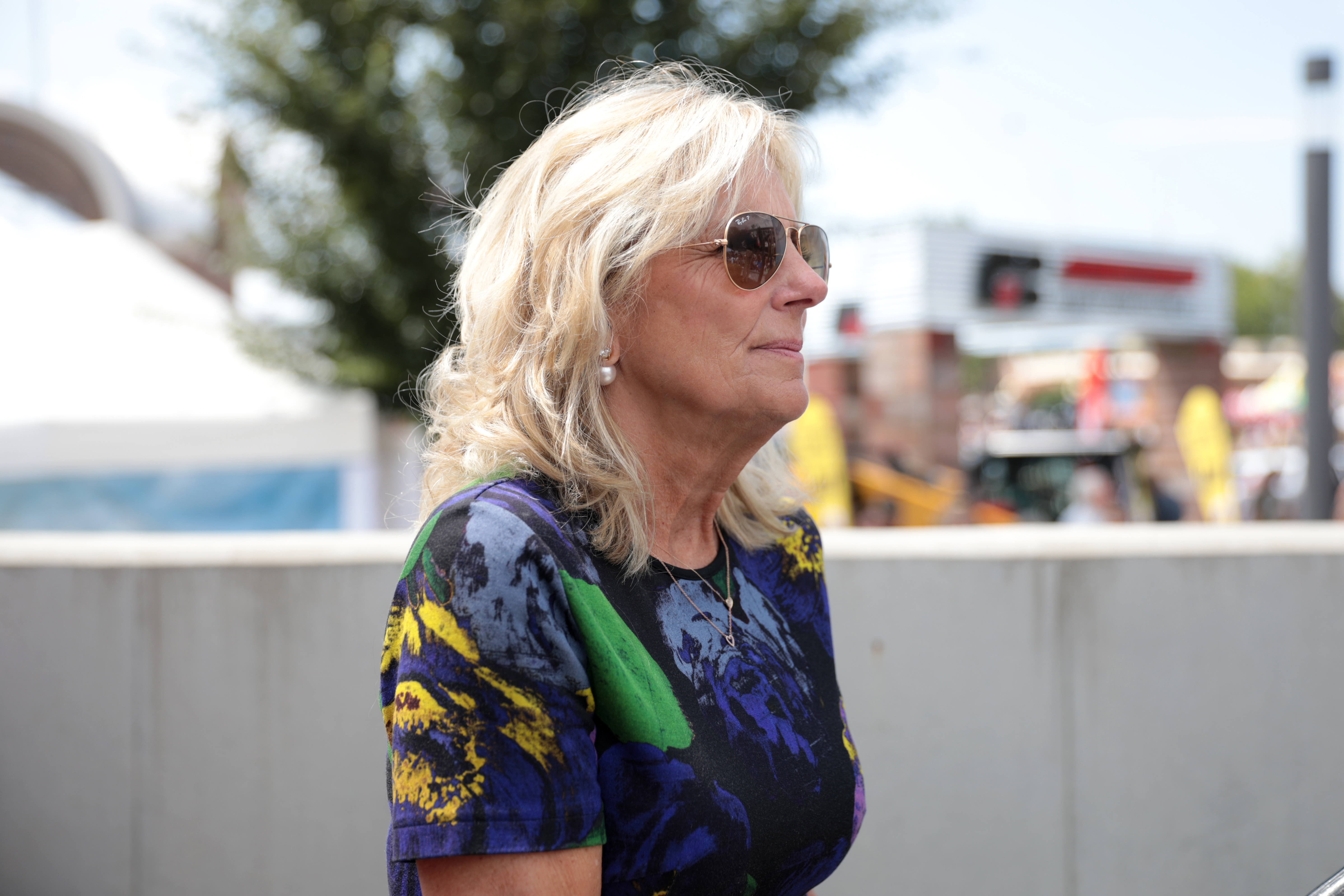
2019年8月出席总统竞选活动

就在大家纷纷讨论乔参选2020年美国总统选举的可能性时，吉尔成了乔做决定的重要人物。到2019年3月接受访问时，吉尔表示“踊跃”支持他参选。
喬·拜登2020年美國總統競選活动于2019年4月25日正式宣布，《小镇小村》杂志的封面内容宣称“吉尔·拜登或许是乔·拜登最重要的政治资产”。
几天后，吉尔就多位女性指责她丈夫涉嫌性骚扰的事件发表讲话。她表示：“我认为你们并不知道究竟有多少人接近拜登，他们有男有女，都是来找同情和安慰的。但说直白点，我认为他必须要准确判断人们接近他的时机，以及他将会作出的反应。他也许不应该接触他们。”她又表示自己之前也经历过被男人闯入私人空间的事情，“我就走到一边，没有直接把事情挑明......情况会改变的。那可是女性不敢發聲的时代。我清楚记得那是一次工作的面试......如果这样的事情发生在今天，我会转过身，说‘你究竟想干什么？’......情况就完全不同了。”值得注意的是，在提到乔于1991年安妮塔·希尔事件及克拉伦斯·托马斯最高法院大法官提名中的角色时，她表示“应该放眼未来”。

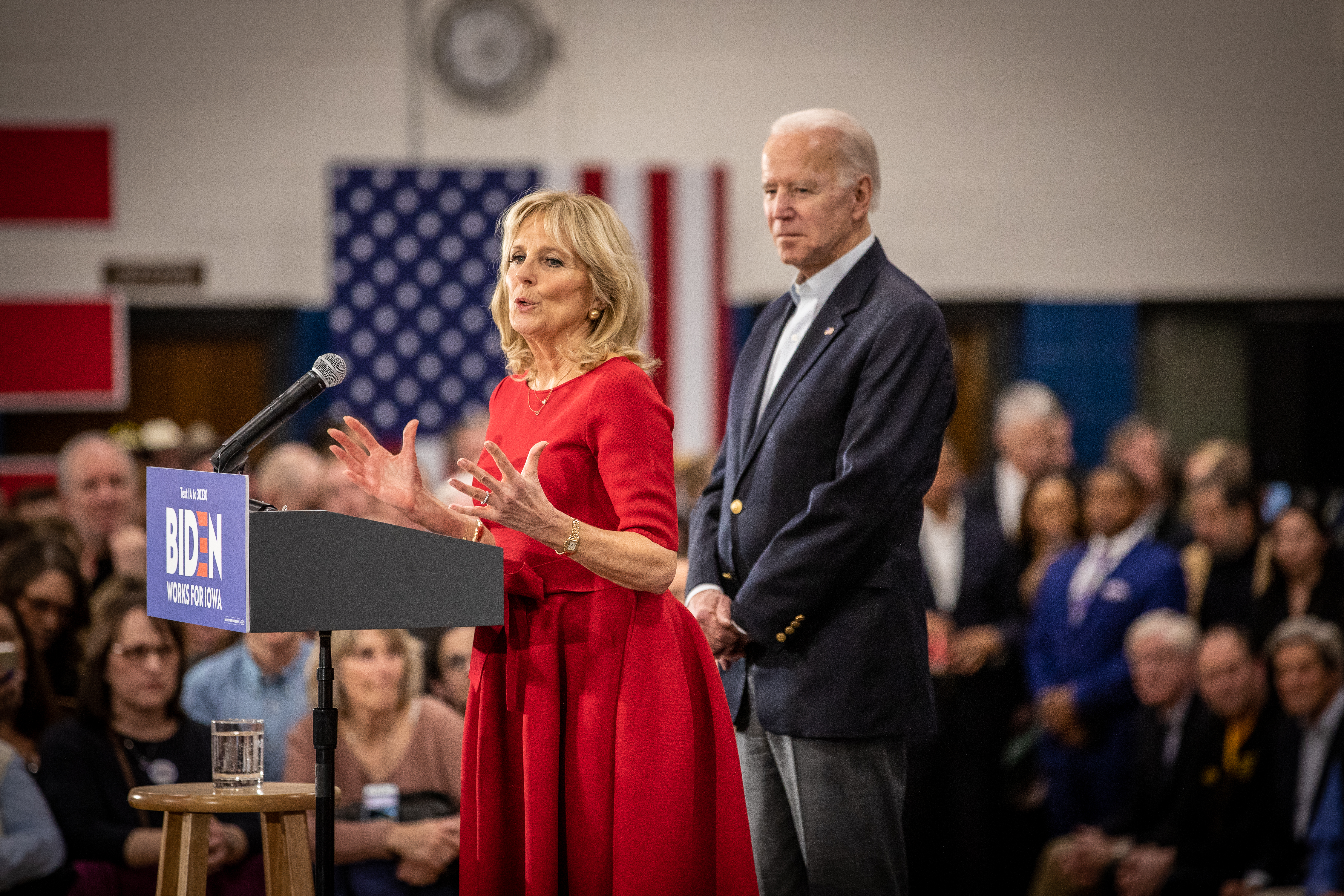
2020年艾奥瓦州民主党党团会议前夕，拜登夫妇出现在得梅因

2019年，拜登继续在北弗吉尼亚社区学院教书，她曾告诉记者，自己在采访的空当忙着给论文打分。在艾奥瓦州等选情激烈的州份，她独自出席竞选活动，有时会带孙女上台。她在新罕布什尔州竞选活动中曾这样劝说大家让拜登胜出：“你们要知道，你们的候选人在医保方面可能做得比乔好，但是你们要看看谁会赢得这场选举，到那时你们或许会咽点口水，想着‘好吧，我个人觉得谁谁谁更好’，但底线必须是我们要打败特朗普。”
儿子亨特·拜登因特朗普-乌克兰丑闻成为共和党政客的关注焦点后，吉尔出面发声：“亨特没做错事情，这是底线”。后来在唐纳德·特朗普弹劾案审判中，南卡罗来纳州参议员林賽·格雷厄姆反复要求让亨特·拜登作目击者证词，让他和吉尔的友谊正式破裂。
此次竞选活动，吉尔显得要比乔前两次竞选活动要活跃。在不情愿之下，吉尔于2020年春季学期从北弗吉尼亚社区学院休假，全职投入竞选活动。2019冠狀病毒病美國疫情期间，她学习网络授课，还表示即便丈夫当选，她也会继续在社区学院教书。
距艾奥瓦州党团会议还有几个星期，吉尔在该州出席造势活动的次数，有时比乔还要多。她向选民公开自己专用于竞选活动的电子邮箱，让选民给她提问题。在两人共同出席的场合，吉尔会给拜登接话，显示出“更亲民”的形象。3月3日超级星期二初选中，吉尔在乔讲话的时候，突然站起身，伸直手推开向他抗议的人士。
2020年6月，乔·拜登预计成为民主党总统候选人，吉尔出版童书《乔·拜登的故事》（Joey: The Story of Joe Biden）。该书将乔描绘成“勇敢、有冒险精神”的孩子，尽管因为口吃经常被同伴欺负。7月，吉尔和丈夫在一段影片中提到2019冠状病毒病疫情对教育的影响，表示理解学生、家长和老师对线上教育替代方案感到沮丧的心情，但表示“学校和家长一个明确、有科学依据的策略，而不是混杂的信息和最后通牒”。她批评教育部长贝琪·德沃斯为了政治目的重新开放学校，不考虑后果，表示“（拜登上台）第一件事就是要选一位在公立学校担任教师、课堂经验丰富的人士担任教育部长”，不要出现德沃斯这样的人。
吉尔也热情参与副总统候选人的选拔过程。2020年民主党全国大会第二个晚上，拜登在布兰迪万高中（Brandywine High School）的教室发表讲话，这是她曾教过英文的学校。讲话中，她将家庭困难与国家困境进行比较，表示让破碎家庭完整如同让国家完整，需要用到关爱、理解，用到小善举、勇气和坚定的信念。大选最后阶段，吉尔在家乡附近的宾夕法尼亚州特拉华谷地区造势，在讲话中强调摇摆州及女性投票的重要性：“你们要做决定，你们女性要决定这个州的未来，这个州会主宰整场选举”。

## 第一夫人
2021年1月20日，乔·拜登就任美国总统。吉尔成为芭芭拉·布什之后，第一位曾担任第二夫人和第一夫人的总统配偶，也是自帕特·尼克松后首位非连续担任两个职务的总统配偶。她还会是首位意大利裔美国第一夫人。由于她表示会继续教书，因此她会是首位在白宫外带薪工作的第一夫人。2020年11月，吉尔宣布律师兼外交官朱丽莎·雷诺索·潘塔莱顿将担任她的第一夫人幕僚长，拜登竞选团队的安东尼·伯纳尔（Anthony Bernal）将出任高级顾问。
2020年12月，专栏作家约瑟夫·爱泼斯坦在《华尔街日报》发表社论，敦促时任候任第一夫人吉尔放弃博士（Doctor）头衔，因为她不是医生（英文也叫Doctor），然而这番言论遭到广泛批评，尤其是职业女性。2021年美国总统就职典礼当天，即将卸任的第一夫人梅拉尼娅·特朗普未依照传统邀请吉尔到白宫茶叙。

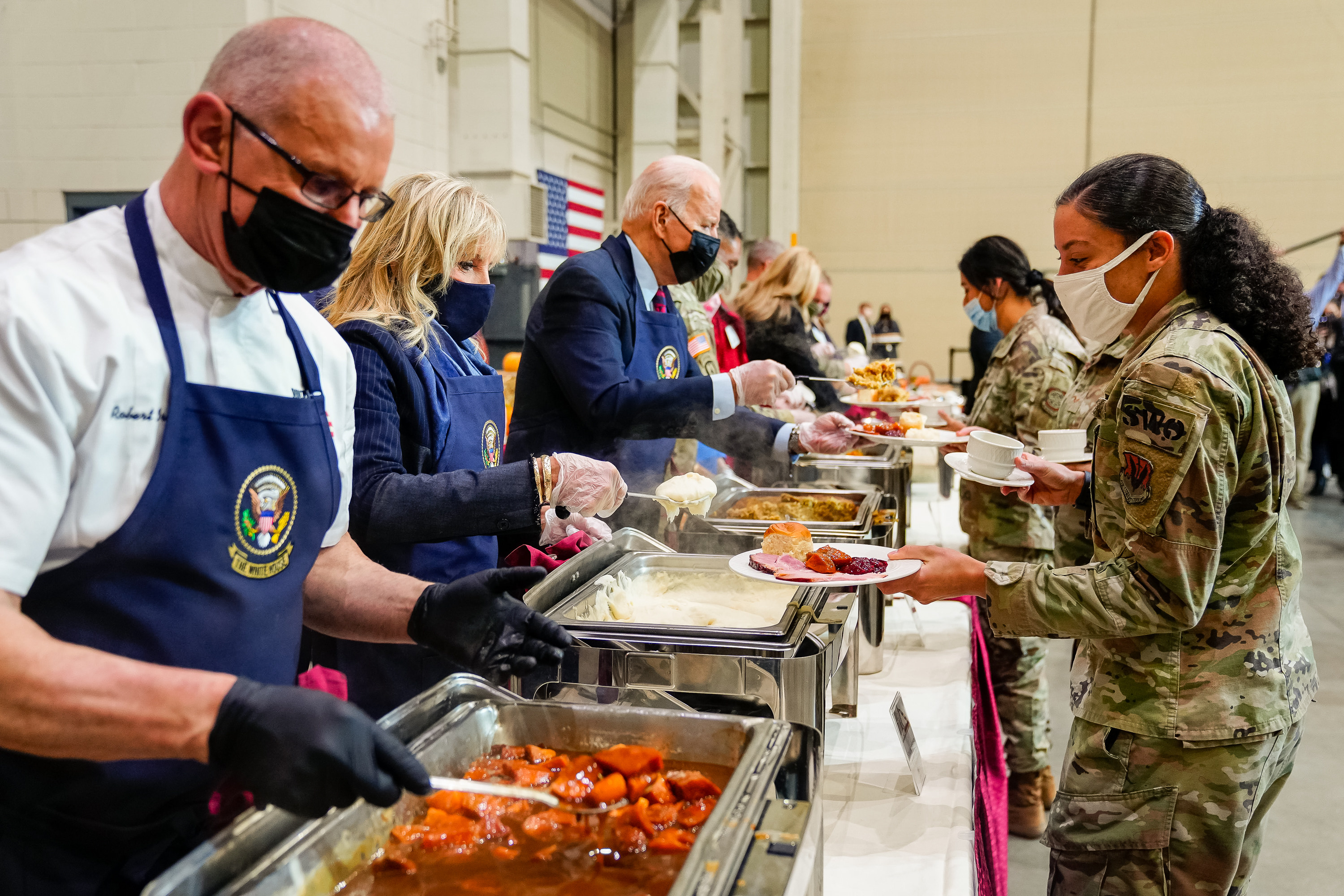
2021年11月，总统乔·拜登和第一夫人吉尔·拜登来到北卡罗来纳州布拉格堡军事基地，出席军队感恩节聚餐活动

吉尔计划在上任后重推与奥巴马时期第一夫人米歇尔·奥巴马共同推出的军属计划“加入部队”（Joining Forces）。该项目被特朗普时期第一夫人梅拉尼娅搁置。此外，拜登循线上途径向军人家属了解情况。在华盛顿州路易斯–麥克喬德聯合基地和惠德比岛海军航空站视察时，吉尔强调要照顾好军人家属，表扬联合基地设立开辟专门空间自闭症患儿设立专门的照顾空间。2021年6月22日，日本媒体《读卖新闻》宣布吉尔将代替其丈夫乔·拜登出席2020年东京奥運會開幕典禮。
吉尔继续在北弗吉尼亚社区学院教书，利用Zoom向受2019冠状病毒病疫情影响无法面授的学生授课。考虑到安全原因以及部分学生要求加课的呼声，授课人名字为“职员”（staff），而不是吉尔·拜登。为了检查学生作业，吉尔经常熬夜。2021年9月，吉尔重返北弗吉尼亚社区学院面授课堂，体现拜登政府期盼学生及老师回归实体教学的愿望。开展教学工作的同时，吉尔还积极游说立法机构通过美国家庭计划方案，向有需要的学生提供免费就读社区大学的机会。该计划后来纳入社会支出计划《重建美好未来方案》，成本初步预估达1000亿美元。然而方案谈判过程举步维艰，未能得到参议院民主党人的普遍支持。尽管如此，吉尔还是继续提倡免费就读社区大学计划，而国会民主党人也计划在《重建方案》被否决后继续推动该倡议。2022年2月，在社区大学全国立法峰会（Community College National Legislative Summit）前的公开活动中，吉尔承认免费就读社区大学可能会从《重建方案》中剔除，表示自己对此“感到失望.......因为这些东西在我看来不是法案和预算”。2022年5月，吉尔访问临近斯洛伐克边境的乌克兰城市乌日霍罗德，在乌克兰第一夫人葉蓮娜·澤連斯卡婭的陪同下慰问因俄罗斯入侵行动流离失所的乌克兰学童。慰问当天适逢母亲节，吉尔表示自己特意在这个日子到访。在随后举行的北约马德里峰会上，吉尔与各国第一夫人着重承诺援助乌克兰难民。同样在7月，吉尔对厄瓜多尔、巴拿马及哥斯达黎加展开访问。8月美国最高法院推翻罗诉韦德案判决结果的时候，吉尔批评有关判决“不公正、极具毁灭性”。
2023年2月，之前以第二夫人身份出访非洲国家五次的吉尔对纳米比亚及肯尼亚展开访问，为担任第一夫人来的首次。吉尔是费城老鹰的球迷。2月12日，吉尔來到第五十七屆超級盃球賽現場為費城老鷹隊加油。同年5月，吉尔携孙女芬妮根（Finnegan）出席英国查爾斯三世和卡蜜拉王后加冕禮，是美国第一夫人首次出席英国皇室加冕礼。6月，吉尔携女儿阿什莉出席约旦王储侯赛因与拉杰瓦·侯赛恩的婚礼，其后对埃及、摩洛哥和葡萄牙展开访问。7月份，吉尔在联合国教育、科学及文化组织发表演讲，象征美国正式重返教科文组织。2024年7月，吉尔率美国代表团参加巴黎奥运会开幕式，并在奥运训练中心会见美国奥运选手。
截至2023年5月，吉尔外访次数已超越拜登总统、副总统哈里斯及第二先生任德龙。

## 2024年总统竞选活动

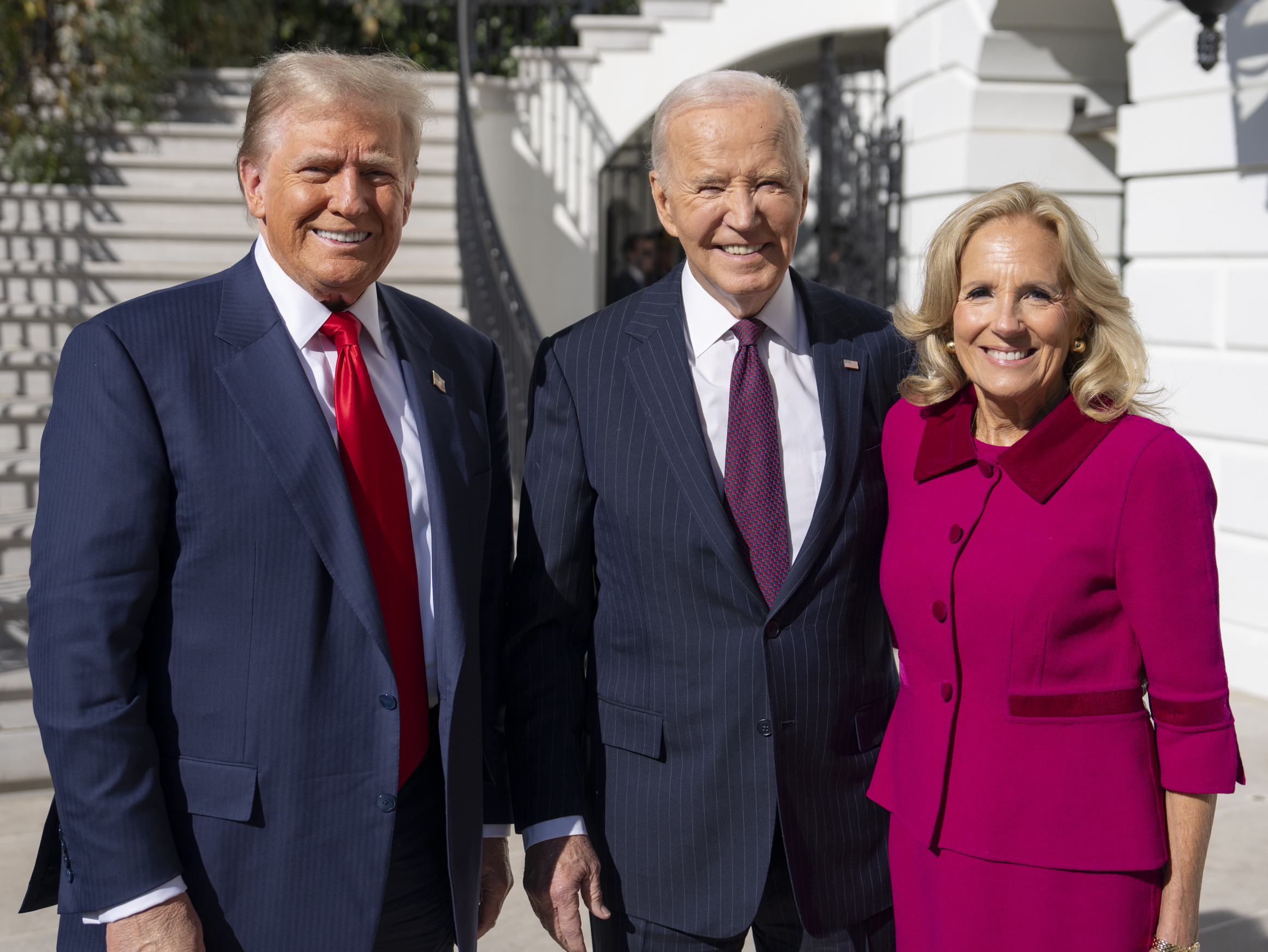
2024年11月13日，總統拜登和第一夫人吉爾於白宮南門迎接總統當選人唐納·川普，商讨总统交接工作

2024年美國總統選舉竞选期，吉尔全力支持拜登竞逐连任。2023年4月，拜登正式启动总统竞选活动。2024年2月，时值喬·拜登機密文件事件的特别律师报告发布，当中称吉尔经常不让拜登长时间出现在公众面前，或是发表长篇讲话，引发媒体高度关注81岁高龄的拜登是否有严重的健康问题。除了丈夫拜登，吉尔也会保护其他家人，其中在2024年6月初，吉尔一边忙于出席儿子亨特·拜登非法持枪案的庭审，一边以美国第一夫人身份出席在法国举行的诺曼底登陆80周年纪念仪式。
2024年6月27日，首场总统候选人电视辩论举行，拜登表现糟糕，表达逻辑混乱，外界再度怀疑他年事已高，无法连任，许多民主党成员要求他退选。在选举结束的观看派对上表示，吉尔为丈夫站台，说他“每个问题都回答了，所有事实都知道”，并表示他会继续竞选。辩论结束第二天，吉尔继续为拜登站台，说自己“会不让那90分钟定义他（拜登）担任总统的四年”，“我们会继续战斗”。部分共和党人士认为吉尔在白宫垂帘听政，类似当年伍德羅·威爾遜的妻子伊迪絲·威爾遜，或者说吉尔之所以这么渴望保持在华盛顿的权力，目的是让自己的地位比肩麦克白夫人，就连民主党内也有人这么认为。拜登所面临的政治压力不断增加的同时，为他出谋划策的人也在不断出走，留下的人除了吉尔，还有吉尔的高级顾问安东尼·伯纳尔，其中伯纳尔的角色非比寻常；这种现象让民主党党内担心拜登没有得到足够广泛支持。与此同时，吉尔就大量民主党人及好友公开割席拜登感到不满。迫于各界压力，拜登在周末的2024年7月21日宣布退选，这个决定是在一份突然发布的声明中宣布的，据传是由吉尔提出的，目的是让拜登看起来是因为某些事情退选，而不是迫于压力退出，以此来维护他的尊严。消息公布后，吉尔公开向拜登支持表示感谢，希望支持者继续支持副总统賀錦麗参选。